# Электронные часы СССР

## История
Первые электронные наручные часы в СССР "Электроника-1" были представлены в 1973 году предприятием "Интеграл", расположенным в Минске. Однако в том году это были лишь демонстрационные макеты. В дальнейшем наручные электронные часы (НЭЧ) демонстрировались на ВДНХ и получали золотые медали, а "Интеграл", а с 1978 года его вновь введённое в строй подразделение завод "Электроника", стали их основными производителями в Союзе. "Электроника-1" были в металлическом корпусе с металлическом браслетом. Время включалось удержанием кнопки на корпусе, а цифры светились красными светодиодами. В 1974 году на часы была введена розничная цена 120 рублей. По тем временам это была средняя месячная зарплата. В 1975 году было собрано 10 тысяч электронных часов, через год - 100 000. Однако в большом количестве их производство освоили в 1979 году, с пуском отдельного предприятия "Электроника" в Минске (в тот год было выпущено 2 млн), что позволило снизить их розничные цены. Следующей массовой моделью стали часы "Электроника-5", разработка которых началась в 1977-м, а производство началось с 1982 года. У них был уже классический жидкокристаллический экран с постоянным показом времени. Впоследствии на базе 5-й модели было разработано целое семейство наручных часов с различным функционалом, как то: подсветка, таймер, будильник. календарь и пр. Эти серии часов оставались в производстве 20 лет. Тогда же в начале 1980-х началось производство настенной модели электронных часов "Электроника-7".

## Настенные
- «Электроника 7» — выпускались настенные часы для помещений и улицы заводом «Рефлектор». На данный момент производство продолжает существовать под торговой маркой «Электроника 7».[1]

## Настольные
- «Электроника 2» — часы-будильник

Настольные часы «Электроника 13».

Внутренности часов «Электроника 4.13».

- «Электроника 6.15М» — часы настольные с будильником в корпусе из ДСП со шпоном из ценных пород дерева. Задняя стенка и светофильтр пластмассовые. Часы выполнены на трёх микросхемах: К176ИЕ18, К176ИЕ13, К176ИД3. Индикатор ИВЛ1-7/5. Трансформатор питания Т19-220-50. Цена на момент выпуска 45 рублей. Многие экземпляры отмечены Государственным Знаком качества СССР.
- «Электроника 7» — настольные часы на ВКЛИ. Производились заводом «Рефлектор».
- «Электроника 8» — часы настольные
- «Электроника 12-41А» — часы на микросхеме К1016ХЛ1 с индикатором ИВЛ2-7/5, производства РЗПП, цена на момент выпуска 23 рубля. Позднее получили музыкальную микросхему УМС8 и название «Электроника 12-41В».
- «Электроника Г9.04» — часы настольные на вакуумных люминесцентных индикаторах, использованы микросхемы 176 серии (176ИЕ3, 176ИЕ4, 176ИЕ5), 1981 год, цена 35 рублей.
- «Электроника 16» — часы с жидкокристаллическим индикатором большого размера (около 10 см), с календарём или с будильником. 1982—1985 гг., цена 27 рублей. Первая модификация имела микросхему в стеклянном корпусе.
- «Электроника Г9-02» («Электроника-4») — цена до 1981 г. 70 рублей, с 1981 г. — 40 рублей.
- «Электроника Б1-22» — часы автомобильные
- «Электроника ЗАП 01ЭЧ» — аналогично, с полупрозрачным зеркалом, через которое в правом верхнем углу виден индикатор. Микросхема КР145ИК1901, индикатор ИВЛ2-7/5. Имеется преобразователь напряжения, позволяющий питать часы от любого источника напряжением 12 В.
- «Электроника Б6-401» — часы настольные с автоматической регулировкой яркости индикаторов
- «Электроника Б6-402» — часы настольные
- «Электроника Б6-403» — часы настольные
- «Электроника 22-01» — часы настольные
- «Электроника 4.13» — часы настольные с будильником на микросхеме КР145ИК1901, четырёхразрядном вакуумно-люминесцентном индикаторе ИВЛ1-7/5 и деревянном корпусе. Цена на момент выпуска — 50 рублей.
- «Elektronika 2-11A» — настольные часы с будильником и подсветкой, прямоугольный корпус (83 × 55 мм) из серой пластмассы, все надписи на корпусе на английском языке.
- «Электроника 2-14» — первые советские настольные часы с музыкальным сигналом, аналог японских часов Casio MA-1/MA-2.
- «Электроника 7-21», «Электроника 21-10» — часы на микросхеме КР1016ВИ1 с возможностью задания 16 программ будильника, в модели «Электроника 21-10» также с возможностью включать и выключать три электроприбора по этим программам. Аналогичная схема применялась в радиоприёмниках с программным включением.

Основной причиной неисправности часов «Электроника» с сетевым питанием является высыхание электролитического конденсатора фильтра после двадцати и более лет работы. Реставрация производится его заменой, с соблюдением правил техники безопасности. Также распространенной неисправностью является деградация кварца, которая проявляется как постепенное или скачкообразное увеличение (очень редко уменьшение) частоты задающего генератора. Устраняется заменой кварцевого резонатора.

## Наручные
Наручные электронные часы производились в СССР двумя производителями: московским заводом "Пульсар" (часы "Электроника 1" со светодиодным индикатором) и минским НПО "Интеграл" (различные часы с жидкокристаллическим индикатором). Что интересно, разработаны они были одновременно в Москве, в НИИ "Пульсар", но производство часов с ЖКИ было передано в Минск.

### Первые серии

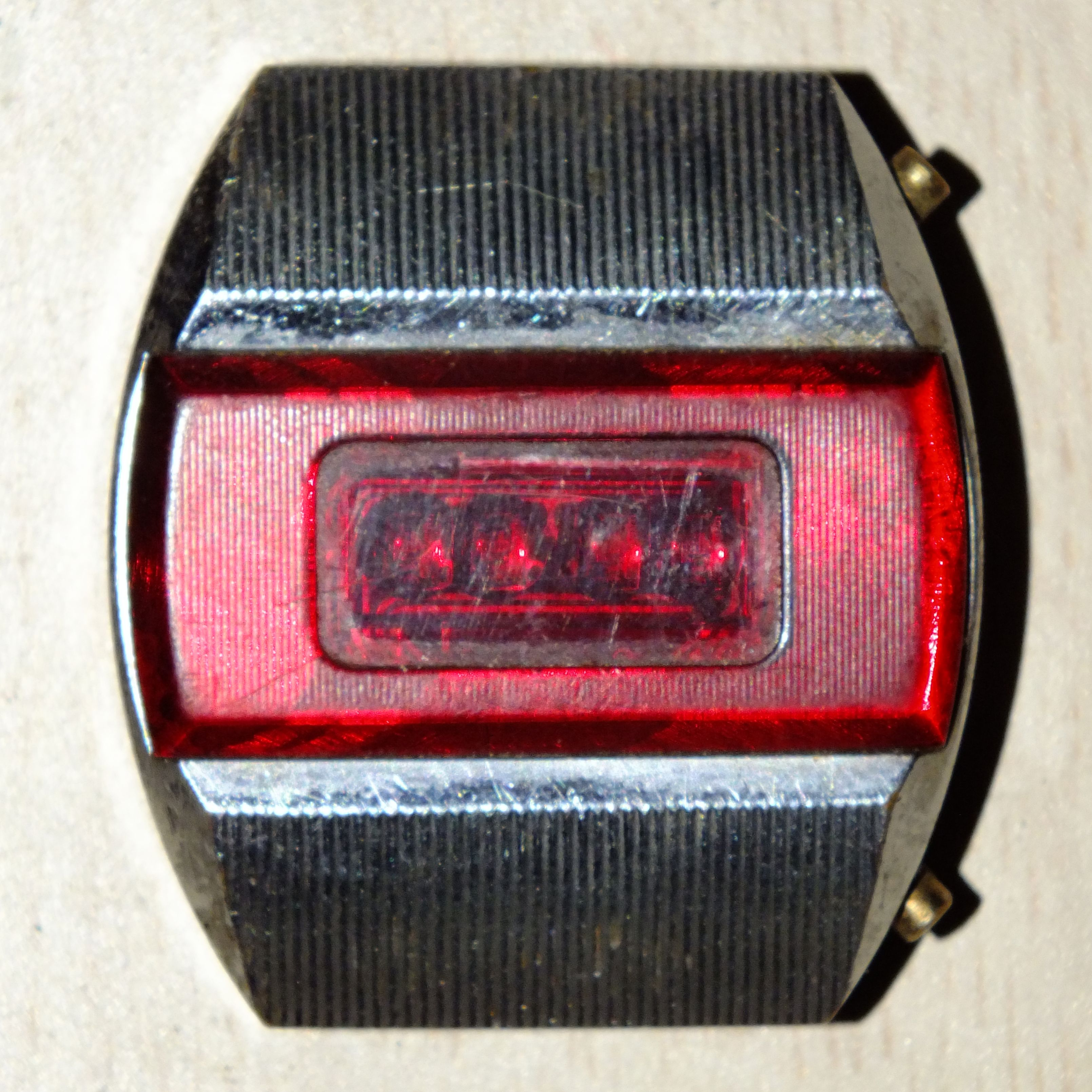
«Электроника-1» — первые советские электронные наручные часы со светодиодным циферблатом. Чтобы узнать время, необходимо было нажать на кнопку.

Серия "Электроника" 3049 (Б6-02) — первые советские электронные часы — производилась с 1976 по 1979 годы и имела жидкокристаллический дисплей. Следом за ней пошла серия 3051 (Б6-03) (1976-1989), она имела светодиодный индикатор. Часы этой серии легко узнать по красному стеклу-светофильтру перед светодиодным индикатором. Было выпущено несколько вариантов внешних оформлений часов, электронный блок при этом претерпел лишь незначительные конструктивные изменения, функции и характеристики часов не менялись.

### Серия «Электроника 5»

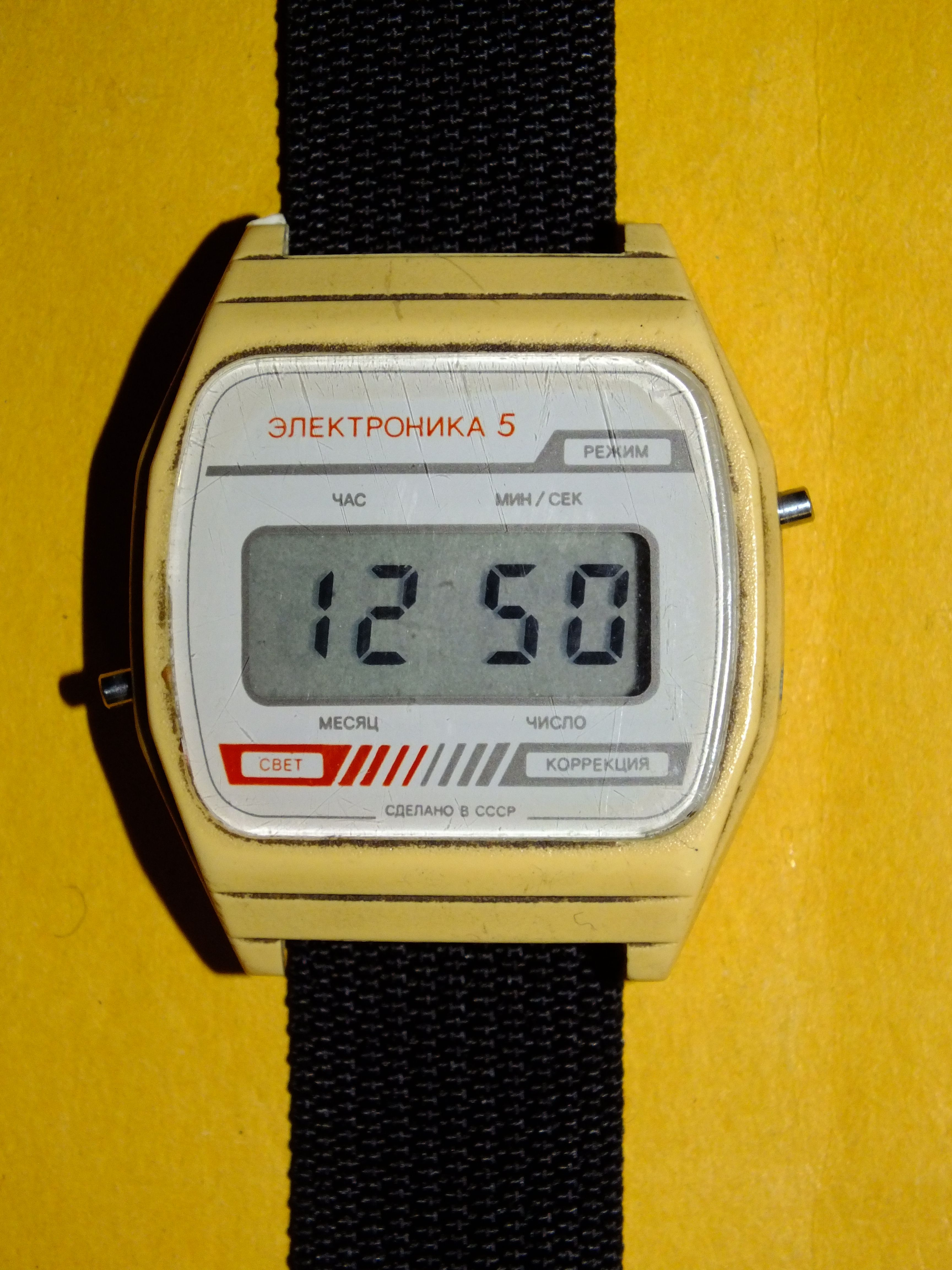
Наручные часы «Электроника 5-29391», СССР, конец 1980-х годов.

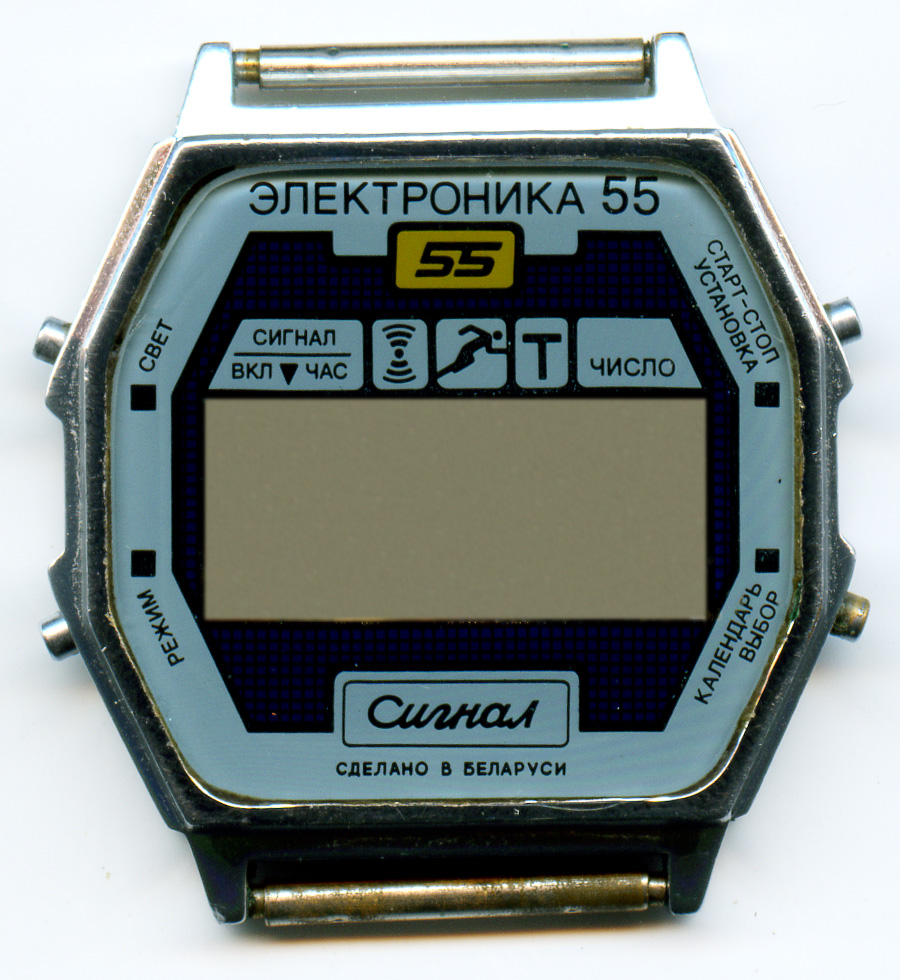
Наручные часы «Электроника 55»

Все часы серии производились на мощностях минского НПО «Интеграл» (заводы «Электроника» в Минске и «Камертон» в Пинске), также некоторые модели с электронными блоками часов "Электроника 5" выпускал завод "Зим". Наиболее известны модели часов «Электроника» 5-202, 5-203, 5-204, 5-206, 5-207, 5-208, 5-209, 5-29367, 5-29391 и т.д. В середине 1980-х годов была изменена система нумерации моделей, и часы стали выходить под двузначными номерами: 51, 52, 53, 54, 55, 56, 59, 61 и т. д. Наибольшим номером из серийно выпускавшихся часов стала "Электроника 92" .
В некоторых часах белорусского производства (например, "Электроника 5-29361", "Электроника 5-29366", "Электроника 52", "Электроника 53", "Электроника 55") имеется функция ручной цифровой настройки хода (ЦНХ, авторское свидетельство СССР №712805), которая отсутствует в зарубежных аналогах. В интерфейсе часов предусмотрено специальное меню, в котором можно указать поправку, добавляемую (или вычитаемую) к текущему времени за сутки. Вычисление значения поправки пользователь часов осуществляет самостоятельно, сравнивая показания часов, например, с сигналом точного времени, передаваемым по радио, дважды через длительный промежуток времени (около 10 дней).
В 1990-х годах объёмы производства часов сократились, но оставались на довольно высоком уровне. Также продолжалась  разработка новых часов. Пример этого—часы "Электроника-77А", которые являются функциональным аналогом часов «Montana», появившихся на отечественном рынке в 1980-е годы. Другие часы разработки 1990-х годов, "Электроника-79", стали первыми белорусскими часами с электролюминесцентной подсветкой.
В начале 2000-х годов была выпущена последняя принципиально новая разработка—часы "Интеграл ЧН-01". В сравнении с часами предыдущих лет часы имели увеличенный дисплей, богатую функциональность, автоматический расчет цифровой поправки хода. Также были модернизированы (с переводом на новые универсальные контроллеры собственной разработки) "классические" модели 52, 53, 54, 55, которые также получили приставку "ЧН-" перед индексом.
В 2009 году возбуждено уголовное дело по недостаче на заводе. В 2010 году создано ОАО "ИНТЕГРАЛ", объединяющее заводы. После вхождения в холдинг Интеграла в качестве филиала на часы стали наносить логотип Интеграл («И»). Производство наручных часов на заводе осуществлялось до 2012 года. Затем производство было свернуто. В каталоге изделий Интеграла за 2013-2014 год наручных часов уже не было. До начала 2014 года завод распродавал остатки часов. После чего некоторое время под брендом "Электроника"  продавались китайские пластиковые часы.
Часовой завод Авангард, выпускавший наручные часы под собственным брендом, разделился и производство наручных часов выделилось в отдельное предприятие Техночас. Техночас продолжило мелкосерийное производство часов с белорусскими электронными блоками под собственным брендом, а также реализацию компонентов из запасов Интеграла.
На заводе Камертон остался выпуск только настенных часов.

## Промышленные
Электроника 7 — промышленные часы с люминесцентными индикаторами, где каждая цифра формировалась четырьмя или одиннадцатью 7-сегментными лампами (для увеличения размера получаемых цифр). Для каждого из четырёх индикаторов имелась плата дешифрации двоичного кода, который поступал с основной платы, в коды люминесцентных индикаторов. Были модели и на светодиодной индикации.
Все уличные и настенные часы производились на базе саратовского завода «Рефлектор» и до сих пор используются во многих административно-хозяйственных и промышленных помещениях на территории России. Часы производились на базе вакуумно-люминесцентных индикаторов (ВЛИ) собственного изготовления (в мире было всего 5 заводов, производивших ВЛИ).
Часы «Электроника 7» выпускались в различных модификациях (Электроника 7-06М, 7-06К, 7-34, 7-35)
Данные модели различались между собой высотой символа (в основном были 78 мм и 140 мм.),
количеством разрядов (часы, минуты, секунды), цветом индикации (зелёный или красный), наличием температурного датчика, возможностью коррекции хода от радиотрансляционной сети, типом индикации (люминесцентная или светодиодная).
В настоящее время предприятие, созданное на основе часового производства завода «Рефлектор», продолжает производить электронные часы, хотя выпускает их уже под другой торговой маркой.